# Luteostriata graffi
Luteostriata abundans ist eine Art brasilianischer Landplanarien aus der Unterfamilie Geoplaninae.

## Merkmale
Luteostriata graffi ist eine kleine Landplanarie, die beim Kriechen eine Länge von bis zu 50 Millimetern erreicht. Der Rücken zeigt eine goldgelbe Grundfärbung mit fünf schwarzen Längsstreifen, einem Mittelstreifen, zwei Nebenmittelstreifen und zwei Seitenstreifen. Der Mittelstreifen ist der dünnste, die Nebenmittelstreifen sind am breitesten. Das Vorderende hat eine leicht orange Färbung und die Bauchseite ist gelblich weiß gefärbt.

## Etymologie
Mit dem Artepitheton ernesti wurde der Zoologe Ludwig von Graff geehrt, der die Art zwar als erster beschrieben hatte, sie aber fälschlicherweise der von Max Schultze und Fritz Müller beschriebenen Art Geoplana marginata zuordnete.

## Verbreitung
Luteostrata graffi kommt in feuchten Araukarienwäldern und saisonalen Wäldern im Nordosten des brasilianischen Bundesstaats Rio Grande do Sul vor. Die Art lebt unter anderem im Nationalforst Floresta Nacional de São Francisco de Paula und im Nationalpark Aparados da Serra.